# Xã Wabash, Quận Gibson, Indiana
Xã Wabash (tiếng Anh: Wabash Township) là một xã thuộc quận Gibson, tiểu bang Indiana, Hoa Kỳ. Năm 2010, dân số của xã này là 30 người.